# Dorothy Allison

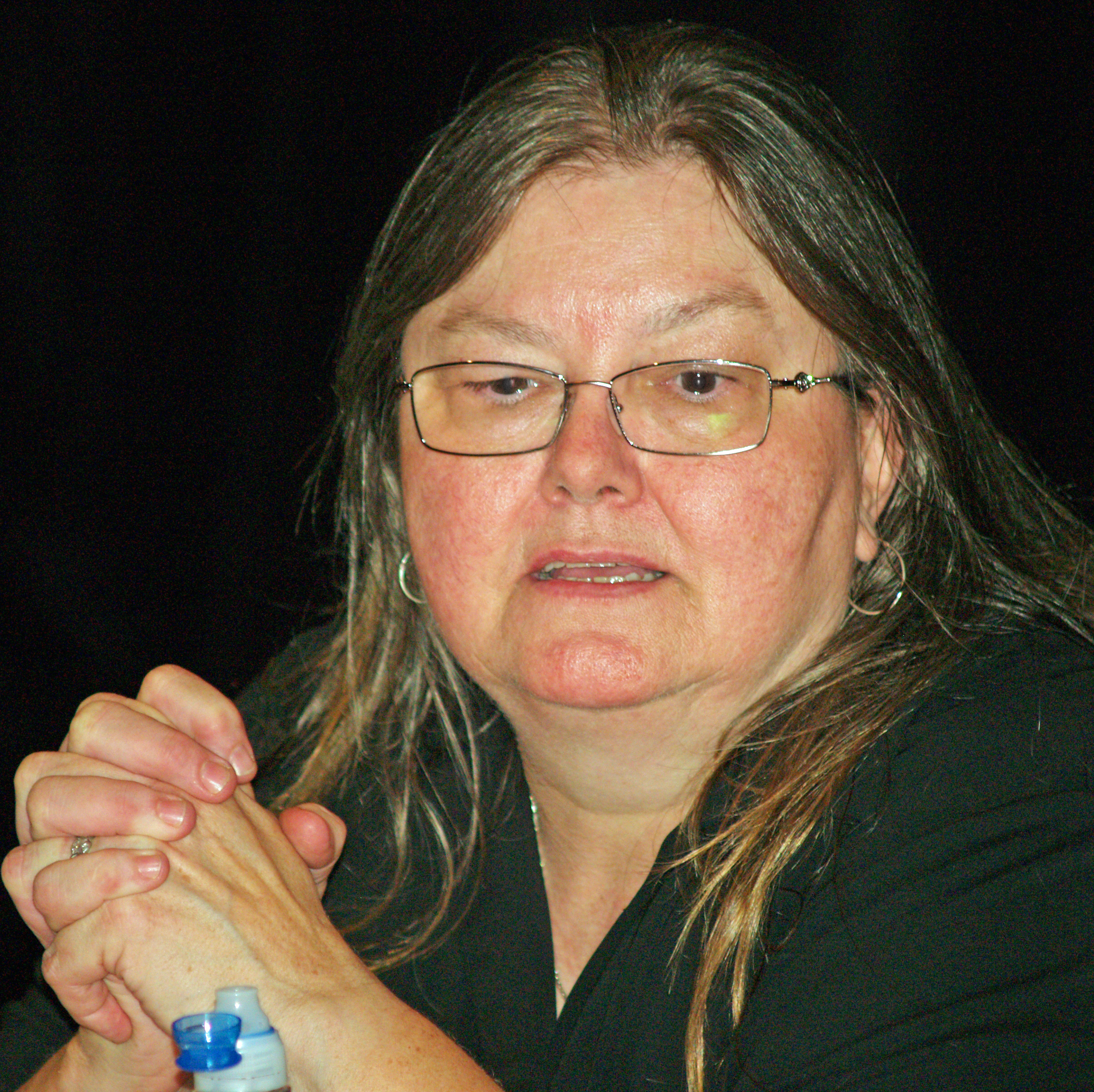
Dorothy Allison in 2008

Dorothy Allison (Greenville (South Carolina), 11 april 1949 – Guerneville (Californië), 6 november 2024) was een feministische romanschrijfster, essayiste en dichteres. Haar werk behandelt de thema's van de klassenstrijd, seksueel misbruik, kindermishandeling, feminisme en lesbische liefde. Ze won verschillende prijzen, waaronder een aantal Lambda Literary Awards. Met haar teksten en voordrachten gaf ze een stem aan een grotendeels genegeerd deel van de Amerikaanse samenleving, "the poor white trash" van het Amerikaanse Zuiden. Allison profileerde zich ook bewust als een feministische schrijfster. 
In 1983 verscheen haar eerste boek, The Women Who Hate Me, een gedichtenbundel. Met haar in 1988 gepubliceerde collectie korte verhalen Trash won ze twee Lambda Awards. Dorothy Allison werd vooral bekend als de auteur van Bastard out of Carolina, een roman over kindermisbruik in een blank arbeidersgezin in South Carolina in de jaren 1950, waarmee ze de National Book Award van 1992 won. De roman is losjes gebaseerd op haar eigen ervaring van misbruik door haar stiefvader en oogstte veel succes. Bastard out of Carolina werd in 1996 verfilmd, net als haar tweede roman, Cavedweller, waarvan in 2004 een filmadaptatie werd gemaakt. De meeste van haar essays, zoals  Skin: Talking about Sex, Class and Literature, zijn autobiografisch. Allison schreef openhartig over haar opvoeding, haar feministisch activisme, haar schrijven en haar seksualiteit. 
Allison overleed op 6 november 2024 op 75-jarige leeftijd aan kanker.

## Werk
- The Women Who Hate Me: Poems by Dorothy Allison (1983)
- Trash: Short Stories (1988)
- The Women Who Hate Me: Poetry 1980-1990 (1991)
- Bastard Out of Carolina (1992)
- Skin: Talking About Sex, Class and Literature (1994)
- Two or Three Things I Know for Sure (1995)
- Cavedweller (1998)
- She Who (werk in wording sinds 2007)